# Tessin (Rostock járás)
Tessin település Németországban, Mecklenburg-Elő-Pomeránia tartományban. Lakosainak száma 4019 fő (2023. december 31.).

## Népesség
A település népességének változása:
| Lakosok száma | 3880 | 3872 | 3926 | 4012 | 4019 |
|               | 2017 | 2019 | 2021 | 2022 | 2023 |